# Kids' Choice Award al cantante maschile preferito
Il Kids' Choice Award al cantante maschile preferito (Favorite Male Singer) è un premio assegnato annualmente ai Kids' Choice Awards, a partire dal 2000, all'artista preferito dai telespettatori del canale Nickelodeon.

## Vincitori e candidati
Qui di seguito la lista con vincitori, in grassetto, e candidati per edizione.

### 2000
- 2000
  - Will Smith
  - Tyrese Gibson
  - Jordan Knight
  - Ricky Martin
- 2001
  - Bow Wow
  - Ricky Martin
  - Sisqó
  - Will Smith
- 2002
  - Nelly
  - Bow Wow
  - Lil' Romeo
  - Aaron Carter
- 2003
  - Nelly
  - Bow Wow
  - Lil' Romeo
  - Justin Timberlake
- 2004
  - Nelly
  - Bow Wow
  - Nick Cannon
  - Justin Timberlake
- 2005
  - Usher
  - Chingy
  - LL Cool J
  - Nelly
- 2006
  - Jesse McCartney
  - Bow Wow
  - Nelly
  - Will Smith
- 2007
  - Justin Timberlake
  - Chris Brown
  - Jesse McCartney
  - Sean Paul
- 2008
  - Chris Brown
  - Bow Wow
  - Soulja Boy
  - Justin Timberlake
- 2009
  - Jesse McCartney
  - T-Pain
  - Kid Rock
  - Chris Brown

### 2010
- 2010[1][2]
  - Jay-Z
  - Sean Kingston
  - Mario
  - Ne-Yo
- 2011[3][4]
  - Justin Bieber
  - Jay-Z
  - Bruno Mars
  - Usher
- 2012[5][6]
  - Justin Bieber
  - Toby Keith
  - Bruno Mars
  - Usher
- 2013[7][8]
  - Justin Bieber
  - Bruno Mars
  - Blake Shelton
  - Usher
- 2014[9][10]
  - Justin Timberlake
  - Bruno Mars
  - Pitbull
  - Pharrell Williams
- 2015[11][12]
  - Nick Jonas
  - Bruno Mars
  - Blake Shelton
  - Sam Smith
  - Justin Timberlake
  - Pharrell Williams
- 2016[13][14]
  - Irfan Fandi
  - Drake
  - Nick Jonas
  - Ed Sheeran
  - Blake Shelton
  - The Weeknd
- 2017[15][16]
  - Shawn Mendes
  - Justin Bieber
  - Drake
  - Bruno Mars
  - Justin Timberlake
  - The Weeknd
- 2018[17][18]
  - Shawn Mendes
  - Luis Fonsi
  - DJ Khaled
  - Kendrick Lamar
  - Bruno Mars
  - Ed Sheeran
- 2019[19][20]
  - Shawn Mendes
  - Luke Bryan
  - DJ Khaled
  - Drake
  - Bruno Mars
  - Justin Timberlake

### 2020
- 2020[21][22]
  - Shawn Mendes
  - Ed Sheeran
  - Justin Bieber
  - Lil Nas X
  - Marshmello
  - Post Malone
- 2021[23][24]
  - Justin Bieber
  - Drake
  - Harry Styles
  - Post Malone
  - Shawn Mendes
  - The Weeknd
- 2022[25][26]
  - Ed Sheeran
  - Justin Bieber
  - Drake
  - Bruno Mars
  - Shawn Mendes
  - The Weeknd
- 2023
  - Harry Styles
  - Justin Bieber
  - Bad Bunny
  - Drake
  - Kendrick Lamar
  - Post Malone
  - Ed Sheeran
  - The Weeknd
- 2024
  - Post Malone
  - Bad Bunny
  - Drake
  - Ed Sheeran
  - Justin Timberlake
  - Travis Scott
  - Usher
  - The Weeknd